# Église Saint-Georges de Cerisy
L'église Saint-Georges de Cerisy est située au centre du village de Cerisy dans le département de la Somme à environ 35 km à l'est d'Amiens.

## Historique
La construction de l'église de Cerisy remonte au XIIIe siècle pour le clocher et la nef, au XVIe siècle pour le reste de l'édifice. L'église fut en partie détruite au cours de la Première Guerre mondiale et fut restaurée durant l'entre-deux-guerres. Elle est protégée au titre des monuments historiques : classement par arrêté du 5 août 1919.

## Caractéristiques

### Extérieur
L'église construite en pierre est de style gothique. Les deux portails latéraux sont de style Renaissance, le portail nord date de 1576, le portail sud de 1566, il est décoré d'un sculpture représentant la Descente de Croix avec Joseph d'Arimathie soutenant Jésus, au milieu de la Vierge et des Saintes Femmes.
Le clocher est doté d'un portail refait au XVIIIe siècle et d'un carillon qui sonne régulièrement des airs religieux comme l'Ave Maria ou des airs populaires tels que: Au clair de la lune, Le Bon Roi Dagobert, J'ai du bon tabac...

### Intérieur
Après la Grande Guerre, on retrouva, dans les ruines de l'église, les débris d'une cuve baptismale en pierre sculptée du XIIIe siècle qui fut restaurée. Datant du XIIIe siècle, les fonts baptismaux se composent d'une vasque taillée dans un chapiteau qui repose sur une courte colonne. Le chapiteau est orné de têtes humaines, un peu frustes, sculptées aux angles et d'une frise sculptée de motifs.
L'église conserve, en outre :
- un bas-relief en pierre du XVIe siècle représentant, la Descente de Croix, classé monument historique depuis le 1er avril 1915[5];
- une statue en bois doré du XVIIe siècle représentant saint Georges, classée monument historique depuis le 25 avril 1908[6];
- trois panneaux sculptés en bois du XVIIIe siècle représentant : La Visitation, L'Annonciation, Le Christ au mont des Oliviers, classé monument historique depuis le 1er avril 1915 [7].

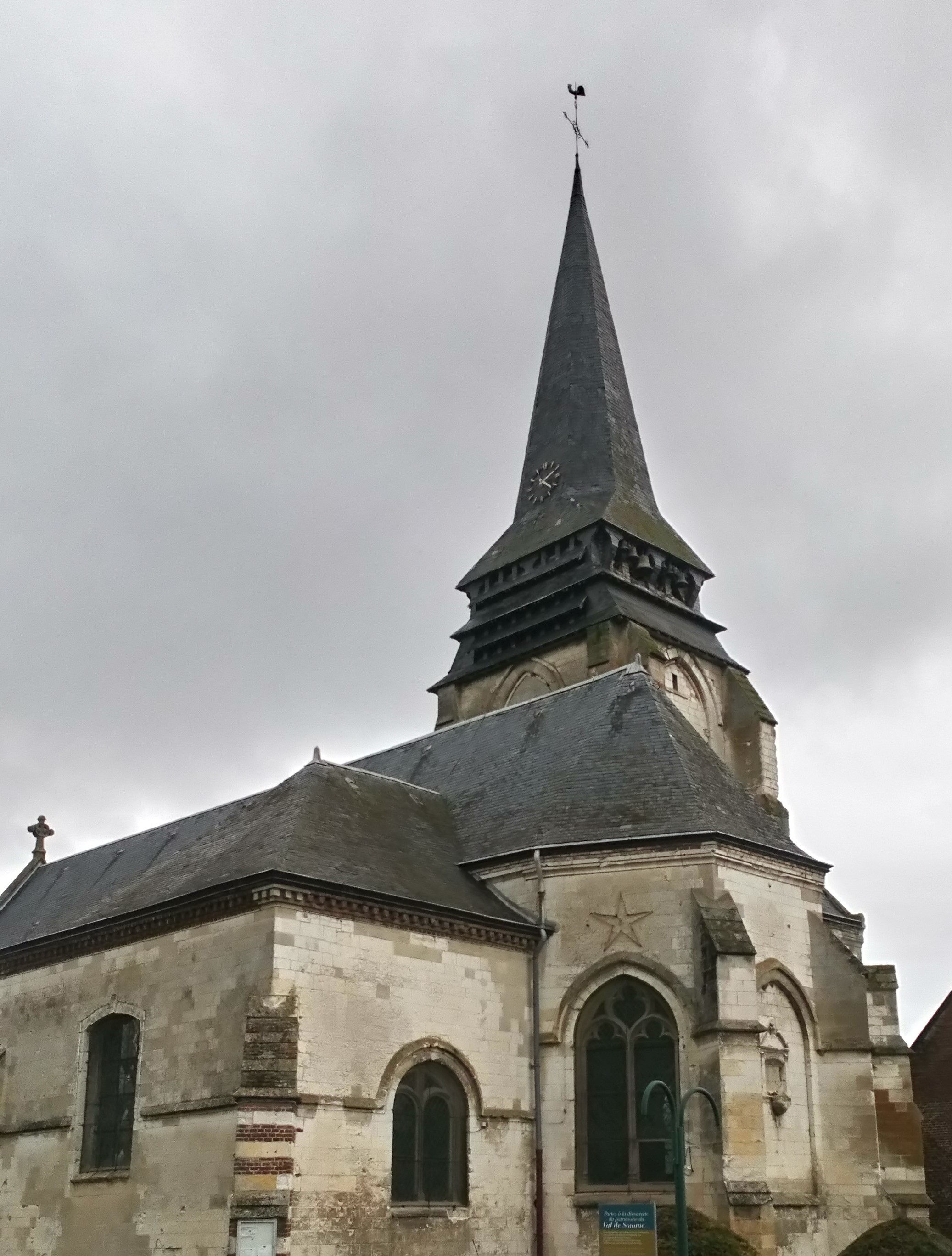
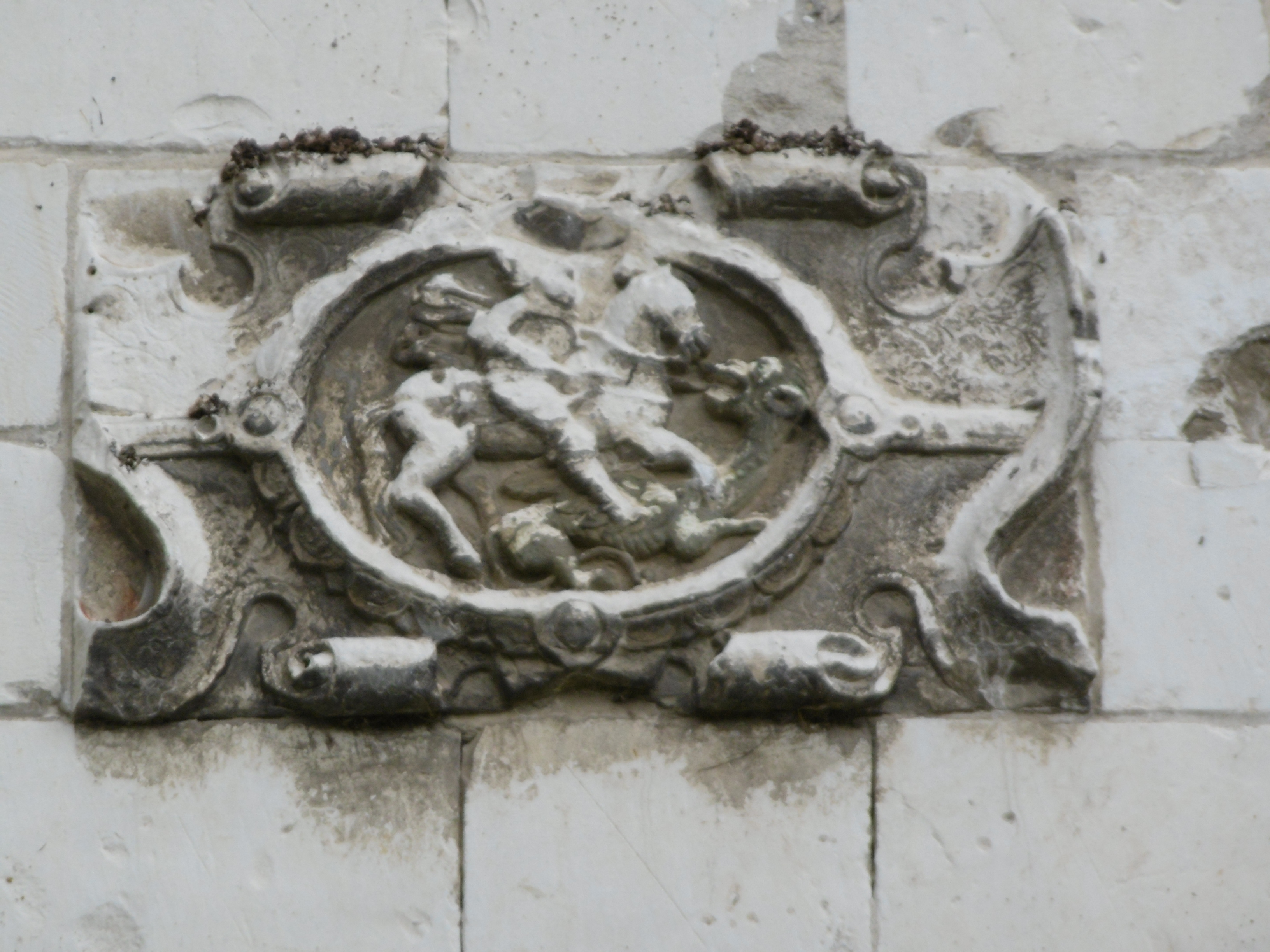